# Mingyu
Mingyu (kinesiska: 鸣玉) är en köping i sydvästra Kina. Den ligger i stadsdistriktet Nanchuan, i storstadsområdet Chongqing, omkring 60 kilometer sydost om det centrala stadsdistriktet Yuzhong. Antalet invånare är 11 934. Befolkningen består av 5 911 kvinnor och 6 023 män. Barn under 15 år utgör 20,0 %, vuxna 15-64 år 63 %, och äldre över 65 år 15,0 %.